# Friends (film, 1993)
Pour les articles homonymes, voir Friends (homonymie).
Pour plus de détails, voir Fiche technique et Distribution.
Friends est un film sud-africain réalisé par Elaine Proctor, sorti en 1993. Le film est sélectionné en compétition au Festival de Cannes 1993 et reçoit une mention spéciale du jury de la Caméra d'or.

## Synopsis
Entre 1985 et 1990, trois amies progressistes, issues de milieux sociaux et raciaux différents mais qui ont fait leurs études dans la même université (celle de Witwatersrand), vivent en colocation dans une maison de la banlieue de Johannesburg et essaient de maintenir leur amitié en dépit des contraintes de leur entourage. L'une, Sophie Gordon, issue d'un milieu anglophone et progressiste, est une activiste blanche anti-apartheid, militante pour le congrès national africain, qui n'hésite pas à prôner la violence et à poser des bombes dans des lieux publics. La deuxième est Thoko, une institutrice zouloue, fille de domestique, qui pratique la résistance passive et non violente à l'apartheid. La troisième, Aninka, la première de sa famille à avoir fait des études universitaire, est une archéologue afrikaner, coincée entre deux mondes et qui redoute les positions conservatrices de sa famille (des fermiers). Les activités terroristes de Sophie, qui provoquent la mort de deux personnes, finissent par affecter la vie des 3 amies.

## Fiche technique
- Titre français : Friends
- Réalisation et scénario : Elaine Proctor
- Direction artistique : Mark Wilby
- Photographie : Dominique Chapuis
- Montage : Tony Lawson (de)
- Musique : Rachel Portman
- Pays d'origine : Afrique du Sud
- Format : Couleurs - 35 mm - Dolby
- Genre : drame
- Durée : 105 minutes
- Dates de sortie :
  - France : 22 mai 1993 (Festival de Cannes 1993), 8 juin 1994 (sortie nationale)
  - Afrique du Sud : 19 août 1994

## Distribution
- Kerry Fox : Sophie Gordon
- Dambisa Kente : Thoko Ndlovu
- Michele Burgers : Aninka
- Marius Weyers : Johan
- Tertius Meintjes : Jeremy Gordon
- Dolly Rathebe : Innocentia Ndlovu
- Wilma Stockenström : Iris
- Carel Trichardt : Rheinhart
- Anne Curteis : madame Cummings, la mère de Sophie
- Ralph Draper : monsieur Cummings, le père de Sophie

## Distinction

### Récompense
- Festival de Cannes 1993 : mention spéciale du jury de la Caméra d'or